# برباريس نيبالي
برباريس نيبالي (الاسم العلمي:Berberis nepalensis) هو نوع من النباتات يتبع جنس البرباريس من الفصيلة البرباريسية.